# Limnaecia platyochra
Limnaecia platyochra là một loài bướm đêm thuộc họ Cosmopterigidae. Nó được tìm thấy ở Úc.